# Crocothemis erythraea
Crocothemis erythraea е вид водно конче от семейство Libellulidae. Видът не е застрашен от изчезване.

## Разпространение и местообитание
Разпространен е в Австрия, Азербайджан (Нахичеван), Албания, Алжир, Ангола (Кабинда), Афганистан, Бангладеш, Бахрейн, Беларус, Белгия, Бенин, Босна и Херцеговина, Ботсвана, Буркина Фасо, Бурунди, България, Габон, Гамбия, Гана, Гвинея, Гвинея-Бисау, Германия, Грузия, Гърция (Егейски острови и Крит), Демократична република Конго, Джибути, Джърси, Египет (Синайски полуостров), Екваториална Гвинея (Анобон и Биоко), Еритрея, Етиопия, Замбия, Западна Сахара, Зимбабве, Йемен (Северен Йемен, Сокотра и Южен Йемен), Израел, Индия (Асам и Западна Бенгалия), Йордания, Ирак, Иран, Испания (Балеарски острови, Канарски острови и Северно Африкански територии на Испания), Италия (Сардиния и Сицилия), Казахстан, Камерун, Катар, Кения, Кипър, Китай (Юннан), Коморски острови, Република Конго, Демократична република Конго, Кот д'Ивоар, Кувейт, Лесото, Либерия, Либия, Ливан, Люксембург, Мавритания, Мадагаскар, Малави, Мали, Малта, Мароко, Мианмар, Мозамбик, Молдова, Намибия (Ивица Каприви), Непал, Нигер, Нигерия, Нидерландия, Обединени арабски емирства, Оман, Пакистан, Палестина, Полша, Португалия, Северна Македония, Румъния, Русия, Сао Томе и Принсипи (Сао Томе), Саудитска Арабия, Свазиленд, Сейшели (Алдабра), Сенегал, Сиера Леоне, Сирия, Словакия, Словения, Сомалия, Судан, Сърбия (Косово), Таджикистан, Танзания, Того, Тунис, Туркменистан, Турция, Уганда, Узбекистан, Украйна, Унгария, Франция (Клипертон и Корсика), Хърватия, Централноафриканска република, Чад, Черна гора, Чехия, Южен Судан и Южна Африка. Временно е пребиваващ във Великобритания.
Среща се на надморска височина от 24,7 до 30 m.

## Описание
Популацията на вида е нарастваща.